# باورز (پنسیلوانیا)
باورز (به انگلیسی: Bowers) یک منطقهٔ مسکونی در ایالات متحده آمریکا است که در شهرستان برکس، پنسیلوانیا واقع شده‌است. باورز ۳۲۶ نفر جمعیت دارد.